# Крашевиці (Лодзинське воєводство)
Крашевиці (пол. Kraszewice) — село в Польщі, у гміні Масловиці Радомщанського повіту Лодзинського воєводства.
Населення — 392 особи (2011).
У 1975-1998 роках село належало до Пйотрковського воєводства.

## Демографія
Демографічна структура станом на 31 березня 2011 року:
|          | Загалом | Допрацездатний вік | Працездатний вік | Постпрацездатний вік |
| -------- | ------- | ------------------ | ---------------- | -------------------- |
| Чоловіки | 191     | 36                 | 136              | 19                   |
| Жінки    | 201     | 27                 | 125              | 49                   |
| Разом    | 392     | 63                 | 261              | 68                   |